# Cecilia Eguiluz
María Cecilia Eguiluz Laxague (Salto, 29 de agosto de 1974) es una abogada y política uruguaya.

## Biografía
Nacida en Salto, hija de María Juana Laxague y Jesús Humberto Eguiluz (1924-2017).
Doctora en Derecho recibida de la Universidad de la República.
En mayo de 2022 recibe el título de máster en Derechos Humanos, Estado de Derecho y Democracia en Iberoamérica de la Universidad de Alcalá de Henares, España.
Representó al Partido Colorado, agrupación Vamos Salto, asociada a Vamos Uruguay de Salto.
El 13 de febrero presentó su rendición de cuentas sobre su labor durante el periodo legislativo (2015-2020) cerrando así definitivamente su participación en la actividad político partidaria.
Fue Directora de Juventud y Deporte de la Intendencia de Salto en 2004 al 2005.
Asumió la diputación en febrero de 2010 junto al senador electo Germán Coutinho, hasta el 6 de junio de 2010 fecha en la que presenta renuncia a la diputación para asumir como Secretaria General de la Intendencia de Salto por el periodo 2010-2015.
Renuncia al cargo de Secretaría General de la Intendencia de Salto el 14 de febrero de 2015 para asumir como Diputada Nacional para el periodo del 2015 al 2020.
Entre el 9 de julio de 2010, hasta febrero del 2015 se desempeñó en el cargo de Secretaria General de la Intendencia de Salto, además, ocupó el cargo de Intendente de la misma ante la ausencia del titular Germán Coutinho y los dos primeros suplentes, Álvaro Compá y Manuel María Barreiro.
Renuncia al cargo de Secretaría General de la Intendencia de Salto el 14 de febrero de 2015 para asumir como representante Nacional (Diputada) para el periodo 2015-2020. Juró como Senadora de la República en suplencia del Pedro Bordaberry y también en suplencia de Germán Coutinho para el periodo 2015-2020.
Cofundadora de la agrupación Vamos Salto con Germán Coutinho, asociada a Vamos Uruguay del Partido Colorado.
Entre 28 al 30 de marzo de 2011 participó en el programa "Crecimiento Institucional Municipal: Un diálogo en el Cono Sur." invitada por el CFC Cooperación Española, AECID en Montevideo, Uruguay.
Entre 4 al 25 de marzo de 2013 es invitada a participar en el programa ILVP del Departamento de Estado, programa "Mujeres en Acción:Promoviendo Asuntos de la Mujer en el Sistema Político." recorriendo distintos estados de EE. UU. en representación de Uruguay.
En el mes de agosto de 2017 anunció su retiro de la actividad política partidaria y se desvincula del Partido Colorado, renunciando a los cargos ejecutivos dentro de la estructura partidaria. Permanece en su cargo electivo como legislador hasta el final del periodo parlamentario (marzo de 2020). En agosto de 2021 anunció que se incorporó a  Cabildo Abierto.
El 8 de noviembre de 2021, funda la agrupación Éxodo del Siglo XXI dentro de Cabildo Abierto.